# 7056 Kierkegaard
A 7056 Kierkegaard (ideiglenes jelöléssel 1989 SE2) a Naprendszer kisbolygóövében található aszteroida. Eric Walter Elst fedezte fel 1989. szeptember 26-án.
Nevét Søren Aabye Kierkegaard (1813 – 1855) dán filozófus, teológus után kapta.